# Maurenzio di Napoli
Maurenzio di Napoli (fl. VII secolo) è stato un militare bizantino, duca di Napoli nel 598-599.

## Biografia
Maurenzio fu un Magister militum, al comando delle truppe bizantine del Ducato di Napoli. Nel settembre 590, il papa invitò lo scolastico Paolo ad aiutare Maurenzio, il quale, in veste di chartularius, si recò in Sicilia, mentre nel febbraio 591, quest'ultimo soccorse Nonnoso a recuperare alcune proprietà. In seguito il papa gli inviò una lettera rammaricandosi della sua mancata difesa nei confronti di Teodoro, vir memorandus e latore del papa e, inoltre, gli chiese di proteggere Vectanos, conte nel castello di Miseno. Il papa lo incaricò anche di intervenire (con il suddiacono Antemio e il vescovo Fortunato) nei confronti di Mauro, il quale affermò di aver ricevuto dal vir magnificus Felice quattrocento solidi, garantendo di saldare il debito. In un'altra lettera il papa gli chiese di alleggerire i turni di guardia in favore dell'abate Teodosio, cosicché quest'ultimo possa dedicarsi liberamente alla preghiera. Nell'aprile 596 papa Gregorio gli inviò una lettera riguardante una questione con il notaio Castorio, apocrisario pontificio a Ravenna.
Nel febbraio 598 ottenne l'eredità del fratello Giovanni, in seguito alla richiesta del papa all'abate del monastero romano di Sant'Andrea Apostolo al Clivus Scauri, Candido. Nel febbraio-aprile 599 il papa ordinò a Fantino, rettore del patrimonio palermitano, di convincere Vittore, vescovo di Palermo, a concludere la causa della diocesi contro Maurenzio. Nell'aprile 599 il papa ordinò al curator di Ravenna, Teodoro, di cedere il precarium agli emissari di Maurenzio, all'arcivescovo di Ravenna Mariniano di proteggere gli emissari napoletani e al notaio Mena di occuparsi della burocrazia.